# Noppvaxskinn
Noppvaxskinn (Phanerochaete deflectens) är en svampart som först beskrevs av Petter Adolf Karsten, och fick sitt nu gällande namn av Hjortstam 1987. Noppvaxskinn ingår i släktet Phanerochaete och familjen Phanerochaetaceae.  Arten är reproducerande i Sverige. Inga underarter finns listade i Catalogue of Life.